# Neuroterapia
La neuroterapia è un trattamento medico che implementa la somministrazione sistemica mirata di uno stimolo energetico o di agenti chimici a una specifica zona neurologica del corpo per alterare l'attività neuronale e stimolare la neuroplasticità in modo da sviluppare (o bilanciare) un sistema nervoso al fine di curare diverse malattie, ripristinare e/o migliorare la forza fisica, le funzioni cognitive e la salute generale dei pazienti.

## Definizione
Un consenso nella comunità accademica considera questa nozione entro i limiti del significato contemporaneo di neuromodulazione, che è l'alterazione dell'attività nervosa attraverso la somministrazione mirata di uno stimolo, come la stimolazione elettrica o agenti chimici, a specifici siti neurologici nel corpo (vedi la pagina di Neuromodulazione). Sebbene la neuroterapia possa avere un significato più ampio, la sua definizione moderna si concentra esclusivamente sui metodi tecnologici che esercitano un impatto basato sull'energia sullo sviluppo del sistema nervoso equilibrato al fine di affrontare il controllo dei sintomi e curare diverse condizioni. La definizione di neuroterapia si basa sull'evoluzione di concetti scientifici provenienti da diversi campi della conoscenza, che vanno dalla fisica alle neuroscienze. Di seguito vengono spiegati quattro concetti centrali che costituiscono la base della conoscenza in neuroterapia:

### Stimolo energetico
L'energia, intesa come capacità di compiere lavoro, non può essere né creata né distrutta; può essere trasformato solo da una forma all'altra (legge di conservazione dell'energia ). Esistono diverse forme di energia. Forme di energia come l'energia radiante trasportata dalla radiazione elettromagnetica, l'energia elettrica e l'energia magnetica, sono di interesse per la neuroterapia. I dispositivi medici per la neuromodulazione esercitano energia elettrica, magnetica e/o elettromagnetica per curare i disturbi mentali e fisici dei pazienti.

### Plasticità sinaptica
La plasticità sinaptica, un tipo particolare di neuroplasticità, è la capacità del sistema nervoso di modificare l'intensità delle relazioni inter neuronali (sinapsi), di crearne di nuove e di eliminarne alcune. Questa proprietà permette al sistema nervoso di modificare la propria struttura e funzionalità in modo più o meno duraturo e dipendente dagli eventi che le influenzano come l'esperienza o la neuromodulazione.

### Neuroplasticità
La plasticità cerebrale si riferisce alla capacità del cervello di modificare la propria struttura e funzionalità in funzione dell'attività dei suoi neuroni, legata ad esempio a stimoli ricevuti dall'ambiente esterno, in reazione a lesioni traumatiche o cambiamenti patologici e in relazione al processo di sviluppo dell'individuo o di neuromodulazione.

### Un sistema nervoso equilibrato
In un sistema nervoso equilibrato con una funzione cognitiva adeguata, il sistema nervoso simpatico (SNS) e il sistema nervoso parasimpatico (SNP) lavorano in sinergia, sebbene si oppongano a vicenda. La stimolazione del sistema nervoso simpatico (SNS) aumenta l'attività e lo stato di allerta dell'organismo: aumenta la frequenza cardiaca e la pressione del sangue. Al contrario, la stimolazione del SNP determina uno stato di riposo e di digestione: abbassa la pressione del sangue e la frequenza cardiaca. Il sistema nervoso interagisce con il sistema immunitario. Attraverso questa interazione, il sistema nervoso e quello immunitario assicurano che il sistema nervoso mantenga l'omeostasi immunitaria.

## Usi medici
Secondo l'International Neuromodulation Society, la terapia basata sulla neuromodulazione affronta il controllo dei sintomi attraverso la stimolazione nervosa nelle seguenti categorie di condizioni:
- Dolore cronico
- Disturbi del movimento
- Epilessia
- Disturbi psichiatrici
- Lesione cerebrale / Ictus
- Disturbi cardiovascolari
- Disturbi gastrointestinali
- Disturbi genitourinari e colorettali
- Deficit sensoriali

## Tipi
La neuroterapia, come molti altri trattamenti, si basa sulle conoscenze della medicina tradizionale e utilizza un approccio scientifico e una pratica basata sull'evidenza. Tuttavia, alcune tecniche di neuromodulazione sono ancora considerate medicina alternativa (procedure mediche che non sono facilmente integrabili nel modello sanitario dominante) a causa della loro novità e della mancanza di prove a supporto. L'ampia gamma di metodi di neuroterapia può essere suddivisa in tre gruppi a seconda dell'uso della stimolazione energetica:

### Energia elettrica
- Impianto uditivo del tronco encefalico[9]
- Stimolazione elettroterapica cranica[10]
- Stimolazione cerebrale profonda
- Elettroanalgesia
- Terapia elettroconvulsiva (TEC)
- Stimolazione elettrica funzionale (FES)
- Stimolazione del nervo ipoglosso[11]
- Neurofeedback
- Stimolatore neuromuscolare elettrico a microcorrente[12]
- Stimolazione del nervo occipitale (ONS)[13]
- Stimolazione percutanea del nervo tibiale (PTNS)[14]
- Stimolazione dei nervi periferici[15]
- Stimolazione del nervo sacrale (SNS) / neuromodulazione sacrale (SNM)
- Stimolazione transcranica a corrente continua (tDCS)[16]
- Stimolazione transcranica a corrente alternata (tACS)[17]
- Stimolazione transcranica pulsata a corrente (tPCS)[18]
- Stimolazione transcranica del rumore casuale (tRNS)[19]
- Stimolazione elettrica nervosa transcutanea (TENS)
- Stimolazione del nervo vago

### Energia magnetica
- Terapia magnetica
- Terapia di risonanza magnetica
- Stimolazione magnetica transcranica ripetitiva (rTMS)[20]
- Stimolazione magnetica transcranica

### Radiazione elettromagnetica
- Neurostimolazione intellettuale fotonica acustica (APIN)[21]
- Terapia della luce (fototerapia)
- Terapia con luce ultravioletta[22]
- Terapia PUVA
- Terapia fotodinamica
- Terapia fototermica[23]
- Terapia con campo elettromagnetico pulsato (PEMF)[24]
- Terapia citoluminescente[25]
- Terapia di irradiazione del sangue[26]
- Terapia laser[27]
- Terapia laser a bassa intensità[28]
- Campi elettromagnetici pulsati transcranici (tPEMF)[24]

## Meccanismi
Le origini del modo in cui uno stimolo energetico esterno altera l'attività neuronale e stimola la neuroplasticità durante varie tecniche di neurostimolazione artificiale sono ancora oggetto di discussione. È importante notare che l'energia elettrica e quella magnetica sono due forme di energia strettamente interconnesse: una carica in movimento induce campi elettrici e magnetici. La corrente elettrica crea un campo magnetico e un campo magnetico induce un movimento di carica elettrica. I neuroni sono cellule elettricamente attive. Le oscillazioni neuronali hanno un duplice ruolo nella sinapsi: sono influenzate dagli input di picco e, a loro volta, influenzano la tempistica degli output di picco. A causa dei fatti sopra menzionati, sia i campi elettrici che quelli magnetici possono indurre correnti elettriche nei circuiti neuronali. Pertanto, meccanismi simili di attività neuronale alterata possono essere alla base di diverse tecniche di neuromodulazione che utilizzano energia elettrica, magnetica o elettromagnetica nel trattamento.
Diverse ipotesi tentano di spiegare i meccanismi che contribuiscono all'attività sinaptica durante la neurostimolazione. Secondo una posizione influente, i campi elettrici e magnetici possono alterare l'attività dei canali Ca2+ e Na+. I canali del Ca2+ voltaggio-dipendenti sono i principali condotti per gli ioni Ca2+ che causano una confluenza delle vescicole contenenti neurotrasmettitori con la membrana presinaptica. L'attività alterata dei canali Ca2+ e Na+ modifica il tempo e la forza dell'output sinaptico, contribuendo all'eccitabilità neuronale.
Un'altra ipotesi prospettica sostiene che i campi elettromagnetici aumentino il rilascio dei recettori dell'adenosina che facilitano la comunicazione neuronale. Poiché i recettori dell'adenosina A(2A) controllano il rilascio di altri neurotrasmettitori (ad esempio, glutammato e dopamina ), ciò contribuisce alla regolazione delle funzioni neuronali.
Secondo l'ipotesi della neurostimolazione naturale, gli stimoli energetici inducono stress mitocondriale e vasodilatazione microvascolare . Questi promuovono l'aumento della proteina adenosina trifosfato (ATP) e dell'ossigenazione, inducendo la forza sinaptica. Questa posizione spiega la neuromodulazione da diversi livelli di scala: dalle dinamiche interpersonali all'accoppiamento neuronale non locale. Secondo la neurostimolazione naturale, il meccanismo naturale innato delle interazioni fisiche tra madre ed embrione assicura lo sviluppo equilibrato del sistema nervoso embrionale. I driver di queste interazioni, le proprietà elettromagnetiche del cuore della madre, consentono alle onde cerebrali di interagire tra il sistema nervoso della madre e quello del feto. Le oscillazioni elettromagnetiche e acustiche del cuore della madre convergono l'attività neuronale di entrambi i sistemi nervosi in un insieme, plasmando l'armonia da una cacofonia di oscillazioni separate. Queste interazioni sincronizzano le oscillazioni cerebrali, influenzando la neuroplasticità nel feto. Durante le azioni intenzionali della madre con il suo ambiente, questi scambi forniscono suggerimenti al sistema nervoso del feto, legando l'attività dei sinapsi con stimoli rilevanti. Questa ipotesi postula che i processi fisiologici di induzione dello stress mitocondriale (che influenza la plasticità neuronale) e di vasodilatazione, che aumentano congiuntamente il flusso sanguigno microvascolare e l'ossigenazione dei tessuti, siano alla base della neurostimolazione naturale. Si pensa inoltre che sia il fondamento di molte tecniche di neuromodulazione artificiale non invasive. Perché se le interazioni madre-feto consentono al sistema nervoso del bambino di crescere con un'adeguata sensibilità biologica, interazioni ambientali simili (seppur su larga scala) possono guarire il sistema nervoso danneggiato negli adulti.

## Storia
Mentre la neuroterapia è un trattamento medico relativamente giovane nella biomedicina occidentale convenzionale (che si basa su un approccio scientifico e su una pratica basata sulle prove ), diverse pratiche culturali secolari della medicina tradizionale indiana, egiziana e cinese hanno utilizzato elementi di neuromodulazione migliaia di anni fa. Prima che i processi di base della neuroterapia fossero studiati scientificamente, gli esseri umani sfruttavano le proprietà elettriche degli animali a fini terapeutici. Secondo un'interpretazione degli affreschi nella tomba dell'architetto Ti a Saqqara, in Egitto, gli egiziani utilizzavano il pesce gatto del Nilo (Synodontis batensoda e Malapterurus electricus) per stimolare elettricamente i tessuti. Il primo utilizzo documentato della stimolazione elettrica per alleviare il dolore risale al 46 d.C. quando Scribonio Largo dell'antico impero romano utilizzò le proprietà elettriche del pesce siluro per alleviare il mal di testa.
La ricerca scientifica sulla neuromodulazione iniziò nel 1745, quando il medico tedesco De Haen pubblicò una serie di casi di malattie spasmodiche, paralitiche e altre malattie nervose trattate con l'elettricità.
La prima implementazione di apparecchi elettrocutivi nel trattamento medico ospedaliero è stata registrata nel Middlesex Hospital di Londra nel 1767. Nel 1870, i medici tedeschi Gustav Fritsch e Eduard Hitzig segnalarono la modulazione dell'attività cerebrale nei cani mediante stimolazione elettrica della corteccia motoria.
Nel 1924, lo psichiatra tedesco Hans Berger applicò degli elettrodi al cuoio capelluto e rilevò piccole correnti nel cervello.
A metà del XX secolo, lo studio scientifico della neuromodulazione negli esseri umani si è ampliato notevolmente. Il neurologo professor Spiegel e il neurochirurgo professor Weissys della Temple University presentarono un dispositivo stereotassico per eseguire "procedure di ablazione" sugli esseri umani; la " stimolazione elettrica intraoperatoria" fu introdotta per testare la zona bersaglio del cervello prima dell'intervento chirurgico nel 1947. Negli anni '50, il professor Heath riferì della stimolazione sottocorticale con descrizioni precise dei cambiamenti comportamentali. Nel 1967, il dott. Norm Shealy della Western Reserve Medical School presentò “il primo stimolatore della colonna dorsale per il controllo del dolore”. È stato sviluppato sulla base della teoria del cancello di Wall e Melzack, che affermava che le trasmissioni del dolore dalle fibre nervose minuscole sarebbero state bloccate se le trasmissioni concorrenti fossero state effettuate lungo le fibre nervose sensoriali più grandi.
Nel 1987, il team di neurochirurghi/neurologi Professor Benabid e Professor Pollak e i loro colleghi (Grenoble, Francia) hanno pubblicato i risultati su questo argomento sulla stimolazione cerebrale profonda talamica.